# العلاقات البوليفية الكورية الشمالية
العلاقات البوليفية الكورية الشمالية هي العلاقات الثنائية التي تجمع بين بوليفيا وكوريا الشمالية.

## مقارنة بين البلدين
هذه مقارنة عامة ومرجعية للدولتين:
| وجه المقارنة                                              | بوليفيا                                          | كوريا الشمالية                        |
| --------------------------------------------------------- | ------------------------------------------------ | ------------------------------------- |
| المساحة (كم2)                                             | 1.10 مليون                                       | 120.54 ألف                            |
| عدد السكان (نسمة)                                         | 11.05 مليون                                      | 25.49 مليون                           |
| الكثافة السكانية (ن./كم²)                                 | 10.05                                            | 211.47                                |
| العاصمة                                                   | سوكري، لاباز                                     | بيونغيانغ                             |
| اللغة الرسمية                                             | اللغة الإسبانية، اللغة الأيمرية، كتشوا، غوارانية | لغة كوريا الشمالية القياسية ‏          |
| العملة                                                    | بوليفاريو بوليفي                                 | وون كوري شمالي                        |
| الناتج المحلي الإجمالي (بليون دولار)                      | 37.51 مليار                                      |                                       |
| الناتج المحلي الإجمالي (تعادل القوة الشرائية) بليون دولار | 74.58 مليار                                      |                                       |
| الناتج المحلي الإجمالي الاسمي للفرد دولار أمريكي          | 3.08 ألف                                         |                                       |
| الناتج المحلي الإجمالي للفرد دولار أمريكي                 | 6.63 ألف                                         |                                       |
| مؤشر التنمية البشرية                                      | 0.662                                            |                                       |
| رمز المكالمات الدولي                                      | +591                                             | +850                                  |
| رمز الإنترنت                                              | .bo                                              | .kp                                   |
| المنطقة الزمنية                                           | 00                                               | ت ع م+08:30، ت ع م+08:30، ت ع م+09:00 |

## منظمات دولية مشتركة
يشترك البلدان في عضوية مجموعة من المنظمات الدولية، منها:
| علم المنظمة | اسم المنظمة              | تاريخ انضمام بوليفيا | تاريخ انضمام كوريا الشمالية |
| ----------- | ------------------------ | -------------------- | --------------------------- |
|             | الاتحاد البريدي العالمي  | ?                    | ?                           |
|             | الاتحاد الدولي للاتصالات | 1 يونيو 1907         | ?                           |
|             | يونسكو                   | 13 نوفمبر 1946       | 18 أكتوبر 1974              |
|             | الأمم المتحدة            | 14 نوفمبر 1945       | 17 سبتمبر 1991              |

## وصلات خارجية
- موقع وزارة الخارجية البوليفية
- موقع وزارة الخارجية الكورية الشمالية